# Narodni park Sutjeska
Narodni park Sutjeska je najstarejši narodni park v Bosni in Hercegovini. Leži na jugovzhodu države v Republiki Srbski, ob meji s Črno goro, v bližini mesta Foče in okoli 90 kilometrov iz Sarajeva. Park zajema območje reke Sutjeske ter njenih pritokov, v njegovem obsegu se nahajata pragozd Perućica in najvišji vrh države Maglić. Znan je tudi kot prizorišče bitke na Sutjeski leta 1943, ki je predstavljala prelomnico za Jugoslavijo v drugi svetovni vojni.

## Zgodovina
Park je poznan kot lokacija bitke na Sutjeski, ki je potekala od 15. maja do 16. junija 1943 med partizani in združenimi okupacijskimi silami. Partizani na čelu z Josipom Brozom Titom so uspešno odbili okupatorjevo ofenzivo in kljub velikim izgubam prebili sovražnikov obroč. V spomin na bitko je bila na Tjentištu leta 1958 zgrajena kostnica s posmrtnimi ostanki 3301 v bitki padlega borca. Leta 1971 je bil v isti vasi odkrit velik spomenik ubitim partizanom, leta 1975 pa so odprli spominsko hišo bitke.
Perućica, ki leži znotraj narodnega parka Sutjeska, je bila že leta 1952 z odločbo vlade LR BiH izločena iz »rednega gozdnega gospodarjenja kot gozdni objekt, potreben za znanstvene raziskave in izobraževanje«. Leta 1954 je bilo področje rahlo razširjeno in zaščiteno kot naravni rezervat.
Narodni park Sutjeska je bil ustanovljen 9. februarja 1962 kot prvi narodni park v Bosni in Hercegovini. Proglasitev je bila po nekaterih virih tedaj bolj posledica zgodovinskih bitk, ki so se odvile na tem območju, kot ohranjanje narave. Od leta 2000 je park zaradi velike naravne vrednosti in ohranjenosti uvrščen v II. kategorijo IUCN.

## Zemljepis
Narodni park Sutjeska obsega površino okoli 17.350 hektarov. Leži na hribovitem površju Dinarskega gorstva, obkrožajo ga gore Maglić (najvišji vrh BiH – 2386 m), Volujak (2337 m), Zelengora (2014 m), Lelija (2032 m) in Vučevo (400–1700 m).
Skozi park je sotesko vsekala rečica Sutjeska, v katero se izliva več potokov, med njimi Perućica, Jabučnica in Hrčavka. Vzhodno od parka tečeta reki Piva in Drina. Po Zelengori je razpršenih osem ledeniških jezerc – Crno jezero, Belo jezero, Orlovačko jezero, Gornje in Donje Bare, Štirinsko jezero, Kotlaničko jezero in Kladopoljsko jezero – ter umetno Jugovo jezero.
Znotraj parka se nahaja strogi naravni rezervat Perućica v velikosti 1434 hektarov, v katerega je vstop dovoljen samo ob predhodni najavi in v spremstvu vodiča. Perućica je eden od zadnjih ohranjenih pragozdov v Evropi, v katerem je bilo popisanih več kot 170 drevesnih vrst in preko 1000 vrst zeli. Starost pragozda je ocenjena na 20.000 let, številna drevesa pa naj bi bila stara čez 300 let. V pragozdu potok Perućica ustvarja okoli 75 metrov visok slap Skakavac, enega najvišjih slapov v državi.
Park ponuja devet pešpoti v skupni dolžini 93 kilometrov in kolesarsko pot dolžine 48 kilometrov.